# Revelation-Gletscher
Der Revelation-Gletscher (revelation engl. für „Offenbarung“) ist ein 17 km langer Talgletscher in den Revelation Mountains, einer Gebirgsgruppe im äußersten Südwesten der Alaskakette in Alaska (USA).
Das Nährgebiet des Revelation-Gletschers liegt auf einer Höhe von 2000 m im Süden der Revelation Mountains. Der maximal einen Kilometer breite Gletscher strömt anfangs 5 km nach Nordosten und wendet sich anschließend in Richtung Nordnordwest. Der Gletscher endet auf etwa 600 m Höhe an der Südwestflanke von Mount Hesperus. Das Schmelzwasser fließt über einen 7,5 km namenlosen Abfluss dem Big River zu. Dieser gehört zum Flusssystem des Kuskokwim River.